# 阿赫桑曼济勒
阿赫桑曼济勒（আহসান মঞ্জিল）原为达卡土邦纳瓦卜的宫殿，位于孟加拉国首都达卡的库马托利，面向布里甘加河。建筑始建于1859年，1872年竣工。这是一座印度-撒拉逊复兴建筑。现在是一座国家博物馆。

## 历史

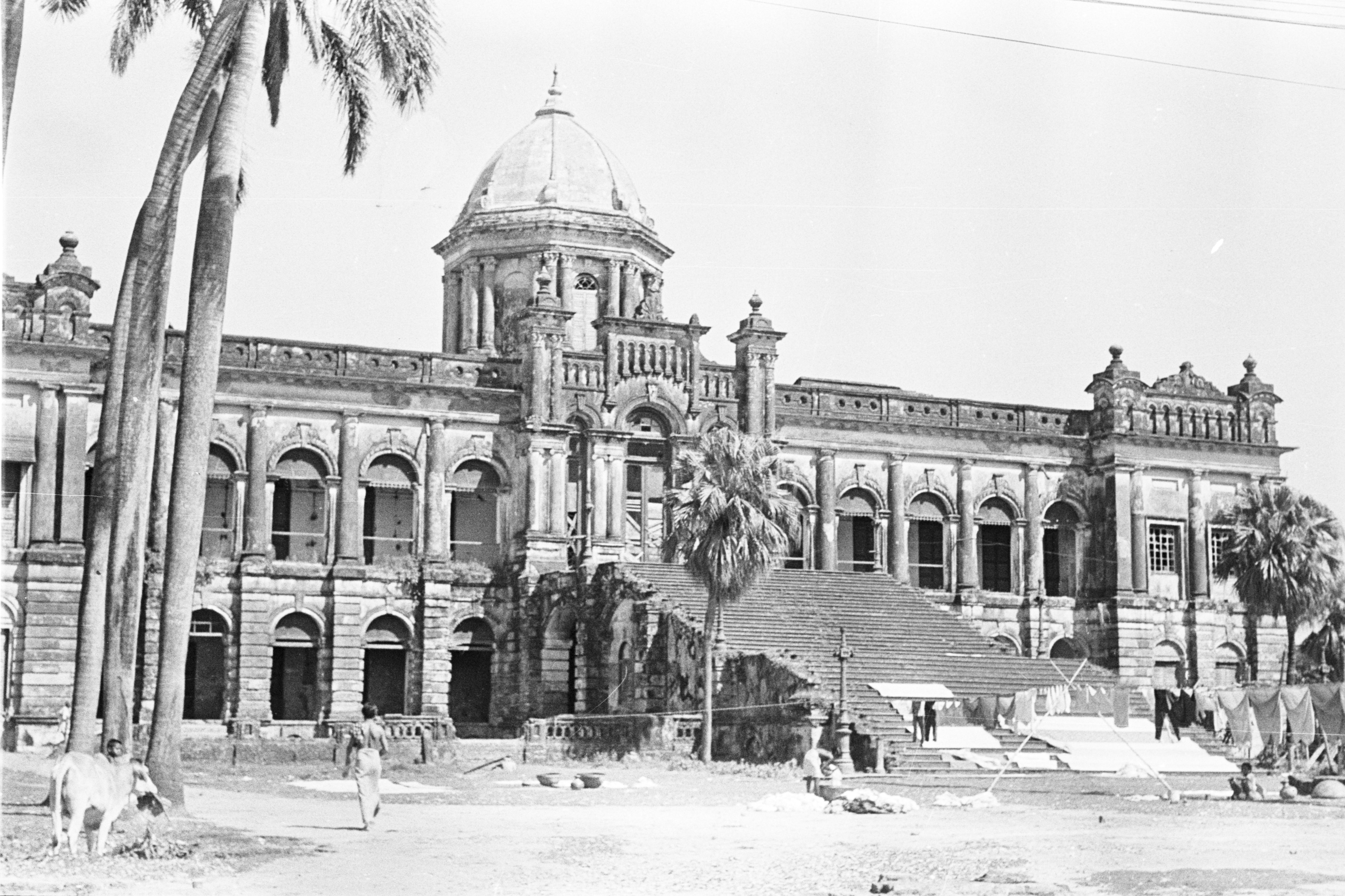
Ahsan Manzil in 1965

1901年，赫瓦贾·阿赫萨努拉去世后，阿赫桑曼济勒的荣耀结束了。由于家族内部的争吵，他的继任者们无法继续他的荣耀。他们把宫殿的不同部分租给了租户，事实上沦为贫民窟。1952年，政府收购该房产。1985年，达卡国家博物馆收购了该房产，利用该房产的历史照片进行大规模修复后，将其打造成博物馆。1992年翻修工作完成后，辟为博物馆，由孟加拉国国家博物馆管理。
阿赫桑曼济勒是孟加拉国最重要的建筑遗迹之一。宫殿分为东西两部分。东楼设有八角形穹顶。

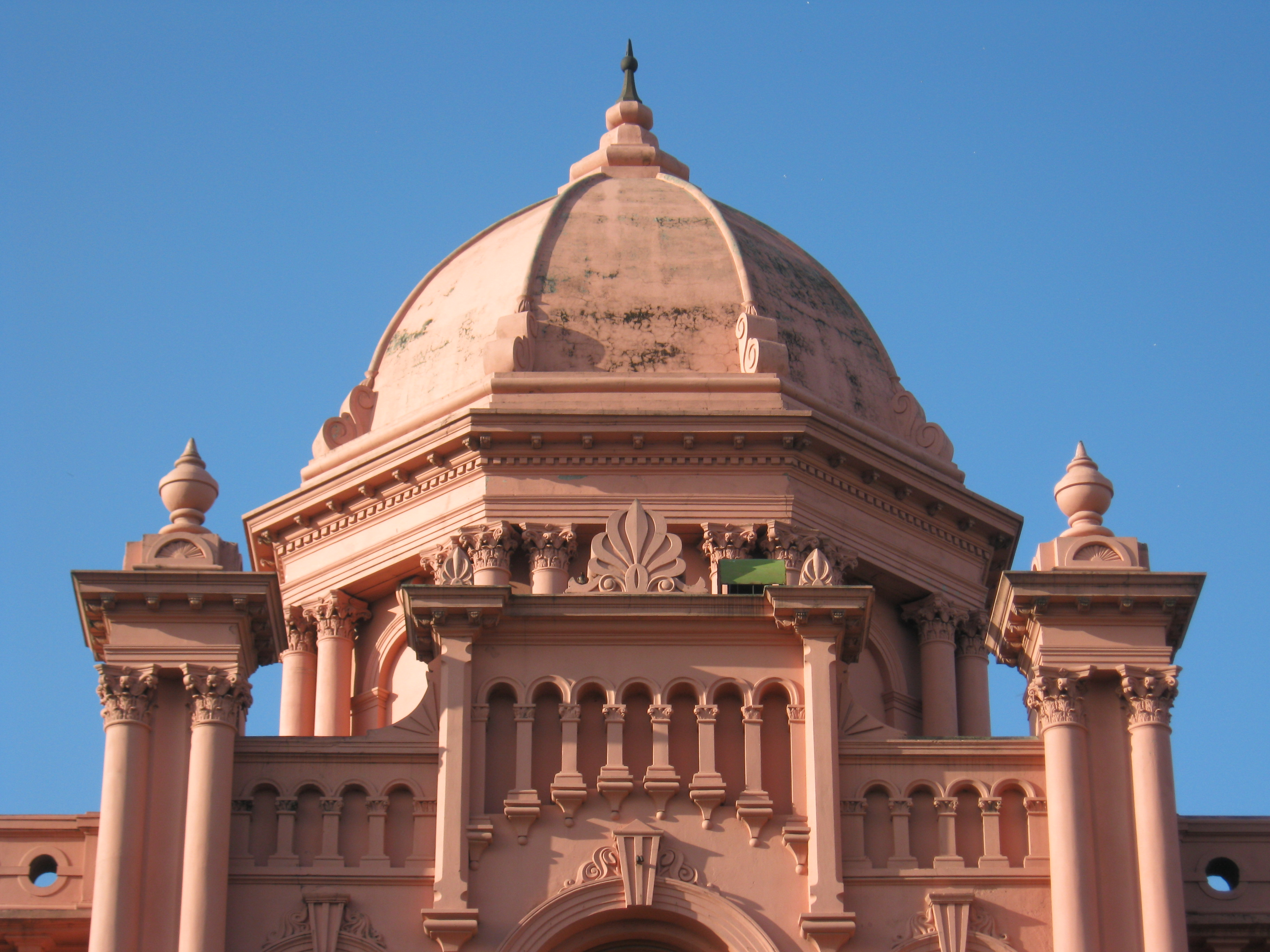
穹顶